# Kreis Schleusingen

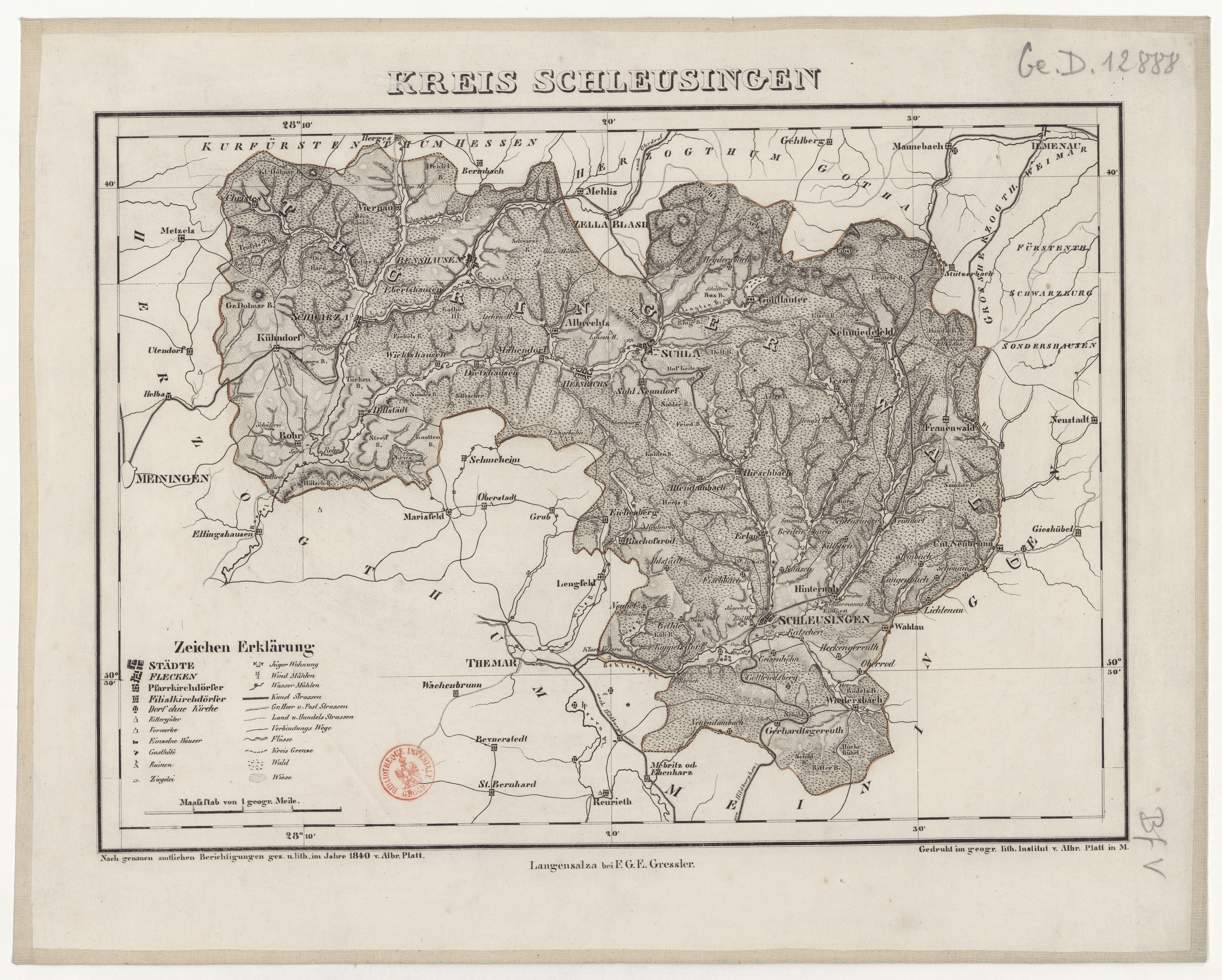
Der Kreis Schleusingen im Jahr 1840

Der Kreis Schleusingen war ein Landkreis, der in Preußen und dem Land Thüringen der SBZ bzw. DDR zwischen 1816 und 1952 bestand. Von 1946 bis 1952 trug er den Namen Landkreis Suhl. Der Kreis umfasste 1939 die Städte Schleusingen und Suhl, weitere 45 Gemeinden und sechs Forstgutsbezirke.

## Verwaltungsgeschichte

### Vorgänger des Kreises in der Grafschaft Henneberg und im Kurfürstentum Sachsen
Das Gebiet des Kreises Schleusingen gehörte ursprünglich zur Grafschaft Henneberg. Nach dem Aussterben der gefürsteten Grafen von Henneberg kamen 5/12 der hennebergischen Besitzungen im Jahr 1660 an das albertinische Kurfürstentum Sachsen. Dies betraf die Ämter Schleusingen, Suhl und Kühndorf mit Benshausen (ohne das an die Grafen zu Stolberg gegangene Schwarza), welche nun als Exklaven dem 1657 gegründeten albertinischen Sekundogenitur-Fürstentum Sachsen-Zeitz angegliedert wurden. Nach dem Erlöschen der Linie Sachsen-Zeitz fielen die Ämter Schleusingen, Suhl und Kühndorf an das Kurfürstentum Sachsen.

### Königreich Preußen
Im Rahmen der preußischen Verwaltungsreformen nach dem Wiener Kongress wurde zum 1. Oktober 1816 der neue Kreis Henneberg im Regierungsbezirk Erfurt der Provinz Sachsen eingerichtet. Das Landratsamt war in Schleusingen. Später erhielt der Kreis den Namen Schleusingen. Er bestand aus dem an Preußen abgetretenen kursächsischen Anteil der ehemaligen Grafschaft Henneberg mit den drei Ämtern Schleusingen, Suhl und Kühndorf und der Exklave Schwarza der Grafschaft Stolberg-Wernigerode. Der Kreis bildete eine Exklave der Provinz Sachsen und wurde von den thüringischen Kleinstaaten Sachsen-Coburg-Gotha, Sachsen-Weimar-Eisenach und Sachsen-Meiningen sowie dem hessischen Landkreis Herrschaft Schmalkalden umschlossen.

### Norddeutscher Bund und Deutsches Reich
Seit dem 1. Juli 1867 gehörte Preußen und damit auch der Kreis Schleusingen zum Norddeutschen Bund und ab dem 1. Januar 1871 zum Deutschen Reich. Mit Wirkung vom 1. Juli 1929 wurde Suhl Kreisstadt und das Landratsamt von Schleusingen nach Suhl verlegt. Zum 1. Dezember 1928 wurden die drei Gutsbezirke Keulrod, Kloster Veßra und Forst Schleusingen aufgelöst und benachbarten Landgemeinden zugeteilt.
Nach Auflösung der Provinz Sachsen zum 1. Juli 1944 gehörte der Kreis zwar weiter zu Preußen, war aber nunmehr – in Angleichung an die Reichsverteidigungsbezirke – der Verwaltung des Reichsstatthalters für Thüringen in Weimar unterstellt. Im Frühjahr 1945 wurde das Kreisgebiet zunächst durch die amerikanischen Streitkräfte besetzt, dann aber Teil des Landes Thüringen in der Sowjetischen Besatzungszone.

### SBZ / DDR
Zum 1. Oktober 1945 wurde die Gemeinde Stützerbach aus dem Kreis Schleusingen in den Landkreis Arnstadt umgegliedert. Gleichzeitig wurde die Stadt Zella-Mehlis in den Kreis Schleusingen eingegliedert. Am 30. Januar 1946 wurde der Kreis Schleusingen in Landkreis Suhl umbenannt.
Im Rahmen der ersten Kreisreform in der DDR wurde am 1. Juli 1950 die Abgrenzung des Landkreises Suhl deutlich geändert:
- Die Gemeinde Gehlberg wechselte aus dem Landkreis Arnstadt in den Landkreis Suhl.
- Die Gemeinden Marisfeld, Oberstadt und Schmeheim wechselten aus dem Landkreis Hildburghausen in den Landkreis Suhl.
- Die Gemeinde Oberhof wechselte aus dem Landkreis Gotha in den Landkreis Suhl.
- Die Gemeinde Möckers wechselte aus dem Landkreis Meiningen in den Landkreis Suhl.
- Die Städte Schmalkalden und Steinbach-Hallenberg sowie die Gemeinden Altersbach, Asbach, Aue, Bermbach, Breitenbach, Floh, Grumbach, Haindorf, Herges-Hallenberg, Mittelschmalkalden, Mittelstille, Näherstille, Oberschönau, Reichenbach, Rotterode, Schnellbach, Seligenthal, Springstille, Struth-Helmershof, Unterschönau, Volkers und Weidebrunn wechselten aus dem aufgelösten Landkreis Schmalkalden in den Landkreis Suhl.
- Die Stadt Schleusingen sowie die Gemeinden Ahlstädt, Benshausen, Bischofrod, Eichenberg, Fischbach, Geisenhöhn, Gerhardtsgereuth, Gethles, Gottfriedsberg, Heckengereuth, Hinternah, Kloster Veßra, Langenbach, Neuendambach, Neuhof, Oberrod, Rappelsdorf, Ratscher, Sankt Kilian, Schönau, Steinbach, Waldau und Wiedersbach wechselten aus dem Landkreis Suhl in den Landkreis Hildburghausen.

Die Verwaltungsreform in der DDR vom 25. Juli 1952 brachte weitere umfangreiche Gebietsänderungen:
- Die Gemeinden Frauenwald und Vesser des Landkreises Suhl kamen zum neuen Kreis Ilmenau.
- Alle schmalkaldischen Städte und Gemeinden, die 1950 zum Landkreis Suhl gekommen waren sowie die Gemeinde Möckers kamen zum neuen Kreis Schmalkalden.
- Das übrige Gebiet des Landkreises Suhl bildete zusammen mit der Stadt Schleusingen sowie den Gemeinden Ahlstädt, Benshausen, Bischofrod, Eichenberg, Fischbach, Hinternah und Sankt Kilian aus dem Landkreis Hildburghausen den Kreis Suhl-Land.
- Die Kreise Ilmenau, Schmalkalden und Suhl-Land wurden dem neuen Bezirk Suhl zugeordnet.

## Einwohnerentwicklung
| Jahr | Einwohner | Quelle |
| ---- | --------- | ------ |
| 1816 | 25.598    | [ 8 ]  |
| 1843 | 34.007    | [ 9 ]  |
| 1871 | 38.199    | [ 10 ] |
| 1890 | 44.256    | [ 11 ] |
| 1900 | 47.726    | [ 11 ] |
| 1910 | 55.189    | [ 11 ] |
| 1925 | 58.833    | [ 11 ] |
| 1933 | 59.369    | [ 11 ] |
| 1939 | 64.711    | [ 11 ] |
| 1946 | 85.649    | [ 12 ] |

## Landräte
- 1816–1846 Karl von Uslar-Gleichen
- 1846–1860 Hans von Flotow
- 1860–1872 Eduard Herold

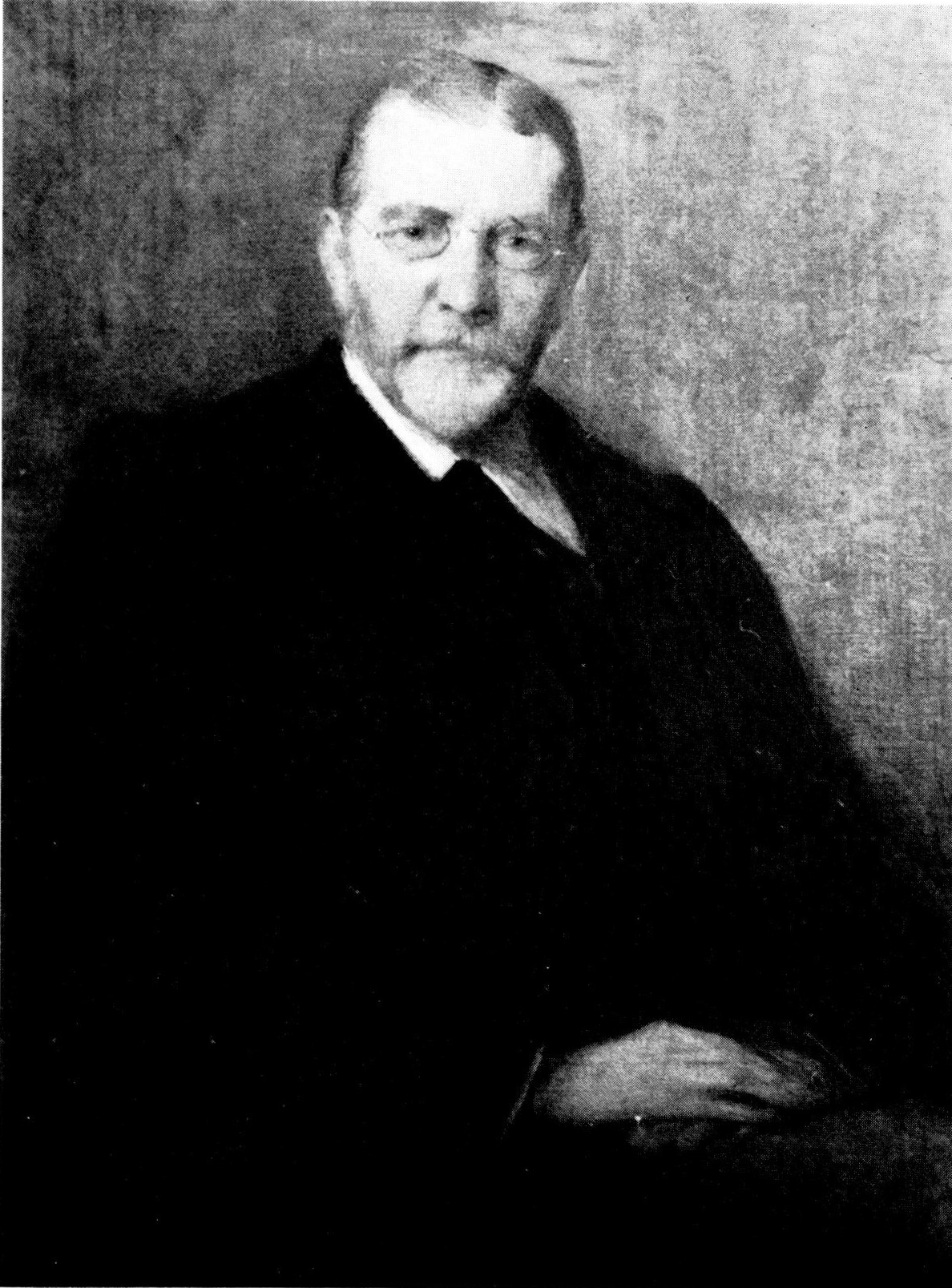
Landrat Adolf von Heppe

- 1872–1880 Adolf von Heppe (1836–1899)
- 1880–1900 Werner Schotte
- 1900–1916 Ernst Wagner
- 1916–1920 Rudolf Mangold
- 1920–1926 Wilhelm Apel (1873–1960)
- 1926–1932 Eduard Gaertig
- 1932–1933 Ludwig Hamann
- 1933–1945 Walter Sethe (1898–1955)
- 1945–1950 Karl Heym

## Kommunalverfassung
Der Kreis Schleusingen gliederte sich in Städte, in Landgemeinden und – bis zu deren nahezu vollständiger Auflösung im Jahre 1929 – in selbstständige Gutsbezirke. Mit Einführung des preußischen Gemeindeverfassungsgesetzes vom 15. Dezember 1933 sowie der Deutschen Gemeindeordnung vom 30. Januar 1935 wurde zum 1. April 1935 das Führerprinzip auf Gemeindeebene durchgesetzt. Eine neue Kreisverfassung wurde nicht mehr geschaffen; es galt weiterhin die Kreisordnung für die Provinzen Ost- und Westpreußen, Brandenburg, Pommern, Schlesien und Sachsen vom 19. März 1881.

## Gemeinden

### Stand 1939
Der Kreis Schleusingen umfasste im Jahre 1939 zwei Städte und 45 weitere Gemeinden:
| - Ahlstädt - Albrechts - Altendambach - Benshausen - Bischofrod - Breitenbach - Christes - Dietzhausen - Dillstädt - Ebertshausen - Eichenberg - Erlau | - Fischbach - Frauenwald - Geisenhöhn - Gerhardtsgereuth - Gethles - Goldlauter - Gottfriedsberg - Heckengereuth - Hinternah - Hirschbach - Kloster Veßra - Kühndorf | - Langenbach - Mäbendorf - Neuendambach - Neuhof - Oberrod - Rappelsdorf - Ratscher - Rohr - Sankt Kilian - Schleusingen, Stadt - Schleusingerneundorf - Schmiedefeld am Rennsteig | - Schönau - Schwarza - Silbach - Steinbach - Stützerbach - Suhl, Stadt - Vesser - Viernau - Waldau - Wichtshausen - Wiedersbach |

Zum Kreis Schleusingen gehörten 1939 außerdem die gemeindefreien Forstgutsbezirke Dietzhausen, Erlau, Hinternah, Schmiedefeld, Schwarza und Suhl.

### Vor 1939 aufgelöste oder ausgeschiedene Gemeinden
- Heinrichs, am 1. Januar 1936 in die Stadt Suhl eingegliedert
- Suhlerneundorf, am 1. Januar 1936 in die Stadt Suhl eingegliedert
- Heidersbach, am 1. April 1938 in die Gemeinde Goldlauter eingegliedert

### Namensänderungen
Im Jahre 1929 erhielt die Landgemeinde Raasen den neuen Namen Sankt Kilian.